# Сліпий дощ…
«Сліпий дощ…» (рос. «Слепой дождь…») — чорно-білий телевізійний короткометражний фільм виробництва «Укртелефільм». Диплом журі за режисуру Всесоюзного фестивалю телефільмів (Ленінград, 1969 рік), Гран-прі «Золота німфа» За найкраще втілення твору на МКФ у Монте-Карло (Монако, 1970 рік).

## Сюжет
Поетична кінорозповідь про перше кохання хлопчика Сашка до дівчини Олени.

## У ролях
- Ельвіра Осипова — Лєна
- Станіслав Бородокін — Олег
- Сашко Колосніцин — Саня
- Наталка Полуніна
- Толя Жеребко
- Коля Слюсар
- Вітя Богданов
- Лев Перфілов — чоловік у чорних окулярах

## Знімальна група
- Режисер: Віктор Гресь
- Автори сценарію: Віктор Гресь, Віктор Мережко
- Оператор: Віталій Зимовець
- Художник: Володимир Цирлін
- Композитори: Святослав Крутиков, В. А. Моцарт
- Звукорежисер: Юрій Озиранський
- Редактор: А. Брежнєв
- Асистенти режисера: Б. Таратута, Г. Тарнопольський
- Асистент оператора: Г. Пробегалов
- Гример: Ж. Сураєва
- Монтажер: Лідія Крюкова
- Директори картини: Ю. Галетко, Е. Димерець

Музика:
- Симфонія № 40 В. А. Моцарта;
- музика Святослава Крутикова;
- Allegro: соната В. А. Моцарта № 15 K 545 у виконанні вокального ансамблю «The Swingle Singers».

## Технічні дані
- Чорно-білий